# Basketball Superliga Ukraine
Basketball Superliga Ukraine (ukrainisch: Українська баскетбольна суперліга) ist die höchste Spielklasse im ukrainischen Basketball der Männer. Nachdem 2008 die Klubs die bis dahin höchste ukrainische „Wyscha Liga“ in zwei Wettbewerbe aufsplitterten und parallel zu Superliga eine Saison lang eine alternative ukrainische Meisterschaft von der „ukrainischen Basketballliga“ veranstaltet wurde, wird seit 2009 wieder nur noch eine Meisterschaft unter der Führung der „Assoziation der ukrainischen Basketballklubs“ (ukr.: Ассоціація Баскетбольних Клубов Украіни) durchgeführt.

## Spielmodus
Der aktuelle Spielmodus besteht aus zwei Phasen. Die reguläre Saison besteht aus 28 Spieltagen, d. h. jedes Team spielt viermal gegen jede andere Mannschaft (zweimal zuhause, zweimal auswärts). Die besten vier Teams spielen dann in den Play-offs (Best-of-Five Modus) den Meister heraus.

## Teilnehmer
Folgende acht Teams spielten 2024/25 in der Liga:
| Mannschaft               | Stadt           |
| ------------------------ | --------------- |
| BK Dnipro Dnipropetrowsk | Dnipropetrowsk  |
| Kyjiw-Basket             | Kiew            |
| BC Zaporizhya            | Saporischschja  |
| BK Tscherkasski Mawpy    | Tscherkassy     |
| Hoverla                  | Iwano-Frankiwsk |
| Staryj Luzk              | Luzk            |
| Krywbass                 | Krywyj Rih      |
| BK Riwne                 | Riwne           |

## Ukrainische Meister
| Jahr | Sieger                   | 2. Platz                 | 3. Platz                  |
| ---- | ------------------------ | ------------------------ | ------------------------- |
| 2025 | BK Dnipro Dnipropetrowsk | Kyjiw-Basket             | BK Tscherkasski Mawpy     |
| 2024 | BK Dnipro Dnipropetrowsk | BK Riwne                 | Kyjiw-Basket              |
| 2023 | BK Budiwelnyk Kiew       | BK Dnipro Dnipropetrowsk | SKA BIPA-MODA             |
| 2021 | BK Prometey              | BC Zaporizhya            | Kyjiw-Basket              |
| 2020 | BK Dnipro Dnipropetrowsk | Kyjiw-Basket             | BK Prometey               |
| 2019 | Chimik Juschne           | Kyjiw-Basket             | BC Zaporizhya             |
| 2018 | BK Tscherkasski Mawpy    | BK Dnipro Dnipropetrowsk | Chimik Juschne            |
| 2017 | BK Budiwelnyk Kiew       | Chimik Juschne           | BK Dnipro Dnipropetrowsk  |
| 2016 | BK Dnipro Dnipropetrowsk | BK Budiwelnyk Kiew       | BC Politekhnika-Halychyna |
| 2015 | Chimik Juschne           | BK Dnipro Dnipropetrowsk | BK Budiwelnyk Kiew        |
| 2014 | BK Budiwelnyk Kiew       | Chimik Juschne           | BK Asowmasch Mariupol     |
| 2013 | BK Budiwelnyk Kiew       | BK Asowmasch Mariupol    | BK Ferro-SNTU             |
| 2012 | BK Donezk                | BK Asowmasch Mariupol    | BK Ferro-SNTU             |
| 2011 | BK Budiwelnyk Kiew       | BK Donezk                | BK Howerla                |
| 2010 | BK Asowmasch Mariupol    | BK Budiwelnyk Kiew       | BK Ferro-SNTU             |
| 2009 | BK Asowmasch Mariupol    | BK Donezk                | BK Chimik                 |
| 2008 | BK Asowmasch Mariupol    | BK Kiew                  | BK Chimik                 |
| 2007 | BK Asowmasch Mariupol    | BK Kiew                  | BK Chimik                 |
| 2006 | BK Asowmasch Mariupol    | BK Kiew                  | BK Chimik                 |
| 2005 | BK Kiew                  | BK Asowmasch Mariupol    | BK Chimik                 |
| 2004 | BK Asowmasch Mariupol    | BK Kiew                  | BK Odessa                 |
| 2003 | BK Asowmasch Mariupol    | BK Odessa                | BK Kiew                   |
| 2002 | BK Odessa                | BK Kiew                  | BK Asowmasch Mariupol     |
| 2001 | BK Odessa                | BK Kiew                  | BK Asowmasch Mariupol     |
| 2000 | BK Kiew                  | BK Odessa                | ZSKA Kiew                 |
| 1999 | SKA BIPA-MODA            | ZSKA Kiew                | BK Budiwelnyk Kiew        |
| 1998 | SKA BIPA-MODA            | BK Budiwelnyk Kiew       | MBK Mykolajiw             |
| 1997 | BK Budiwelnyk Kiew       | SKA BIPA-MODA            | Dandy Basket Kiew         |
| 1996 | BK Budiwelnyk Kiew       | Schachtar Donezk         | Dandy Basket Kiew         |
| 1995 | BK Budiwelnyk Kiew       | Dandy Basket Kiew        | Schachtar Donezk          |
| 1994 | BK Budiwelnyk Kiew       | Dandy Basket Kiew        | SKA BIPA-MODA             |
| 1993 | BK Budiwelnyk Kiew       | ZSKA Kiew                | MBK Mykolajiw             |
| 1992 | BK Budiwelnyk Kiew       | MBK Mykolajiw            | Spartak Luhansk           |

## Erfolgreichste Mannschaften
| Klub                     | Anzahl | Meisterschaft                                                    |
| ------------------------ | ------ | ---------------------------------------------------------------- |
| BK Budiwelnyk Kiew       | 11     | 1992, 1993, 1994, 1995, 1996, 1997, 2011, 2013, 2014, 2017, 2023 |
| BK Asowmasch Mariupol    | 7      | 2003, 2004, 2006, 2007, 2008, 2009, 2010                         |
| BK Odessa                | 4      | 1998, 1999, 2001, 2002,                                          |
| BK Dnipro Dnipropetrowsk | 4      | 2016, 2020, 2024, 2025                                           |
| BK Kiew                  | 2      | 2000, 2005                                                       |
| Chimik Juschne           | 2      | 2015, 2019                                                       |
| BK Donezk                | 1      | 2012                                                             |
| BK Tscherkasski Mawpy    | 1      | 2018                                                             |
| BK Prometey              | 1      | 2021                                                             |